# Katedrála Neposkvrněného početí Panny Marie (Bulawayo)
Katedrální bazilika Neposkvrněného početí Panny Marie (angl. Cathedral Basilica of the Immaculate Conception) je římskokatolická katedrála v Bulawayo v Zimbabwe. Je zasvěcena Neposkvrněnému početí Panny Marie a je centrem arcidiecéze Bulawayo.

## Historie
Plány na stavbu kostela sahají až k činnosti jezuitů, kteří v polovině 90. let 19. století postavili v Bulawayu mezi Main Street a 10. avenue malou kapli. Základní kámen, dovezený z Chorvatska, položil a požehnal 25. března 1903 Richard Sykes SJ, apoštolský prefekt Zambezie. Kostel byl postaven chorvatskými staviteli v podobě trojlodní baziliky ze žuly z místního lomu. Interiér připomíná typický gotický kostel s lodí a dvěma bočními loděmi. Gotické jsou i jeho proporce: dlouhá, úzká loď, extrémně vysoký strop a sloupy, které se zvedají do hrotitých oblouků. První bohoslužbu sloužil na Velikonoční neděli 3. dubna 1904 biskup z Kimberley Matthew Gaughren OMI. Od roku 1920 do roku 1955 sloužila jako prokatedrála. Poté se stala katedrálou nově vzniklé diecéze Bulawayo. V polovině roku 1957 bylo zahájeno rozsáhlé rozšíření stávajících dispozicí prodloužením lodi a lodí na dvojnásobek jejich kapacity. 22. listopadu 1959 byla rozšířená katedrála vysvěcena. Papež Jan Pavel II. ji navštívil v září 1988. 21. června 2013 byla dekretem papeže Františka povýšena na baziliku minor. Jedná se o první takové povýšení v Jihoafrickém rozvojovém společenství. Vyhlášení provedl 31. srpna 2013 apoštolský nuncius v Zimbabwe, arcibiskup George Kocherry.

## Vybavení
Významnou součástí vybavení kostela je monolitický oltářní blok a sochy svatého Patrika, Ignáce z Loyoly a svatého Františka Xaverského. Křížová cesta, jejíž součástí jsou i obrazy na vnitřních stěnách, pochází z Anglie z roku 1911.